# Guess Who’s Coming to Criticize Dinner?
«Guess Who's Coming to Criticize Dinner?» (рус. Угадайте, кто пришёл раскритиковать ужин?) — третий эпизод одиннадцатого сезона мультсериала «Симпсоны». Впервые вышел в эфир 24 октября 1999 года.

## Сюжет
Гомер получает новую интересную работу — он становится главным ресторанным критиком газеты «The Springfield Shopper». Ему нравится его новая работа в плане походов в лучшие рестораны города, но вот беда — Гомер не в состоянии написать красивый обзор, и тогда Лиза решает помочь отцу грамотно выразить свои мысли. Так Гомер быстро становится самым популярным критиком в городе. Но вскоре он узнаёт от других критиков о том, что обзоры не обязательно должны быть положительными (а таковыми были все его предыдущие обзоры). Тогда Гомер решает в корне изменить ситуацию и обо всех ресторанах, куда Гомер ходил, начали появляться разгромные статьи о том, какие они ужасные. Это злит Лизу, и она перестаёт помогать отцу. Но не только Лиза — все владельцы крупных ресторанов Спрингфилда ополчились на критика и решили убить его с помощью невероятно калорийного эклера. Опасный десерт приносят на фестиваль, куда вскоре прибывает Гомер. Лизе удаётся спасти отца от сладкой смерти, а повара, приготовившего его, арестовывает полиция. Гомер избежал смерти благодаря дочери. Но «взбучки» от остальных поваров он не избежал…